# Acmaeodera brevipes
Acmaeodera brevipes es una especie de escarabajo del género Acmaeodera, familia Buprestidae. Fue descrita científicamente por Kiesenwetter en 1858.
Esta especie se encuentra en el continente asiático.